# Oligosita major
Oligosita major är en stekelart som beskrevs av Girault 1938. Oligosita major ingår i släktet Oligosita och familjen hårstrimsteklar. Inga underarter finns listade i Catalogue of Life.